# Robres del Castillo
Robres del Castillo är en kommun i Spanien. Den ligger i den autonoma regionen La Rioja i norra delen av landet, 230 km nordost om huvudstaden Madrid. Antalet invånare är 24 (2024).